# Земцов, Михаил Григорьевич
Михаи́л Григо́рьевич Земцо́в (1688, Москва — 28 сентября 1743, Санкт-Петербург) — русский архитектор, представитель стиля «петровского барокко», которому пришлось работать в годы правления Анны Иоанновны, а затем в период елизаветинского барокко.

## Биография
Земцов родился в Москве, в 1688 году. Учился, по сведениям И. Э. Грабаря, в школе при типографии Оружейной палаты, затем его семья перебралась в Санкт-Петербург. Известно, что в 1709 году, в год победы русских войск под Полтавой, Земцов обучался в Петербургской губернской канцелярии итальянскому языку. Через год он уже штудировал на итальянском трактаты А. Палладио «Четыре книги об архитектуре» и Дж. Виньолы «Правило пяти ордеров архитектуры» из библиотеки Петра I. Работал переводчиком, но затем проявил способности к черчению. В 1710 году Земцова по указу царя направили в Канцелярию городовых дел под началом У. А. Синявина, а затем помощником архитектора Д. Трезини. С 1719 года Земцов помогал Н. Микетти, заменившего заболевшего Ж.-Б. А. Леблона на работах в Стрельне и Петергофе. В 1720—1722 годах работал в Ревеле на строительстве дворца для Екатерины I: Екатериненталя (Кадриорга).
В 1723 году царь Пётр направил его в Стокгольм нанять опытных мастеровых. Там Земцов познакомился с архитектурой северной «кирпичной» готики и барокко. С 1724 года после отъезда Микетти в Италию, Земцов возглавил все начатые им работы, и в том же году получил звание архитектора. В 1726 году — должность «городового архитектора». Возглавил работы в Летнем саду, устраивал фонтаны и строил павильон «Грот».
После казни П. М. Еропкина в 1740 году был прикомандирован к Комиссии о Санкт-Петербургском строении для редактирования и окончания трактата «Должность архитектурной экспедиции», в котором им, видимо, написаны главы: «Об архитектуре и архитекторах», «Что делать при строениях», «О должностях разных художеств мастеров, обращающихся при строениях», «Об Академии архитектурной».
В 1742 году Земцов был направлен в Москву для участия в работах по случаю коронования императрицы Елизаветы Петровны. В Москве по его проектам построили временные триумфальные Мясницкие и Малые (Яузские) ворота. В 1742 году получил чин полковника. Из Москвы он вернулся больным и осенью 1743 года скончался.
Земцов обладал невероятной трудоспособностью и был буквально завален работой. И. Э. Грабарь отмечал, что после кончины Земцова его обязанности разделили между четырнадцатью мастерами.

## Архитектура
М. Г. Земцову — «птенцу гнезда Петрова» — пришлось работать после кончины Петра Великого. В отличие от своих сверстников «пенсионеров»: П. М. Еропкина, Т. Н. Усова, И. К. Коробова архитектор Земцов не учился за границей, но сумел продолжить петровские начинания в эпоху политической реакции в годы правления императрицы Анны Иоанновны (1730—1740). В 1730 году он возглавил все строительные работы в Петергофе. М. Г. Земцов по существу является автором завершения композиции Большого каскада и некоторых фонтанов, которые без существенных изменений сохранились до наших дней. По словам В. Я. Курбатова «Россия выдвинула Земцова, который является настоящим творцом Петергофа и который сумел воплотить самые передовые художественные мысли, витавшие в среде парижских мастеров, хотя эти мысли нигде в Европе, кроме Парижа и Петергофа, не были поняты и использованы». По проекту Земцова была развита сеть аллей Верхнего и Нижнего парка, знаменитый Трезубец аллей от Большого дворца к заливу, Эрмитажу и Монплезиру.
Земцов работал на строительстве Исаакиевской церкви по проекту Г. И. Маттарнови (1728) и в 1727—1734 годах здания Кунсткамеры на Васильевском острове, сменив Г. Кьявери. Именно Земцов оформлял интерьеры здания (не сохранились). Считается также, что окончательный вид к концу XVIII века здание Кунсткамеры с величественной башней, статуями в нишах и волютами боковых павильонов приобрело благодаря усилиям Земцова.
Одним из характерных творений Земцова (при участии И. Я. Бланка) является церковь Симеона Богоприимца и Анны Пророчицы (1728—1734), церковь Рождества Богородицы на Невском проспекте (1733—1737, на её месте в начале XIX века А. Н. Воронихин выстроил Казанский собор), а также Знаменская церковь в Царском Селе (И. Я. Бланк, возможно, при участии Земцова, 1734). И. Э. Грабарь сравнивал все три церкви с композицией Петропавловского собора постройки Д. Трезини, влияние которого было столь велико, что «в течение почти целого столетия он варьировался на все лады петербургскими архитекторами».
Церковь Симеона и Анны близ берега р. Фонтанки была тезоименитским храмом императрицы Анны Иоанновны (первая деревянная церковь на этом месте заложена в 1712 году и освящена в 1714 году в честь рождения дочери Петра I — Анны). Над южным порталом церкви красуется картуш с личным гербом императрицы. Церковь интересна тем, что в целом выдержана в традициях стиля петровского барокко, но с показательным для времени политической реакции и застоя аннинского периода русской истории, отходом от новаций петровской эпохи к старорусским традициям. Вместо башенного (западноевропейского) типа колокольни, как в Петропавловском соборе, Земцов использовал ярусный тип колокольни и жёстко отграничил на старорусский лад объём трапезной. Одновременно в архитектуре церкви заметны элементы классицизма. Помощником Земцова на строительстве церкви был И. Я. Бланк, лепку интерьера осуществил тессинец Иньяцио Лодовико Росси.
Стилизацией под «петровское барокко» является «Ботный домик» (для хранения личного ботика Петра), расположенный напротив Петропавловского собора. Проект Земцова И. Э. Грабарь относил к 1732 году и упоминал его, ссылаясь на И. И. Пушкарёва, как реализованный. В последующем эта версия отвергалась, достоверно известно, что в 1762—1767 годах архитектор А. Ф. Вист, ученик Земцова, построил ныне существующее здание. Но в самой постройке очевидны характерные для творчества М. Г. Земцова реминисценции стиля петровского барокко: характерные наличники, мелкая расстекловка окон, высокая кровля «с переломом» на голландский манер, пилястры тосканского ордера.
В 1732—1735 годах курировал достройку корпусов Александро-Невской лавры. После смерти Д. Трезини в 1734 году завершал его постройки, в том числе Здание Двенадцати коллегий на Васильевском острове.
Уникальной до настоящего времени остаётся сохранившаяся отделка Петровского (ранее Сенатского) зала здания Двенадцати коллегий, выполненная в 1735—1736 годах под руководством Земцова тессинскими скульпторами-декораторами, братьями Джованни (Иваном) и Иньяцио Лодовико (Игнатием) Росси. Эта отделка предвещает рокайли елизаветинского периода (позднее И. Росси работал под началом Ф. Б. Растрелли в Царском Селе). Живописный плафон писал А. М. Матвеев «с живописной командой» Канцелярии от строений, авторы настенных панно: Матвеев и Г. С. Мусикийский. В интерьере сохранились угловые печи, декорированные волютами, и лепные десюдепорты с вензелями «Р» и «А» (начальные буквы имён Петра I и Анны Иоанновны).
С 1741 года Земцов был занят на постройке Аничкова дворца.
Учениками Земцова были И. Я. Бланк, А. Ф. Вист, Г. Д. Дмитриев, А. В. Квасов, В. И. Неелов, С. Сапожников, И. И. Сляднев, С. Густышев и другие.

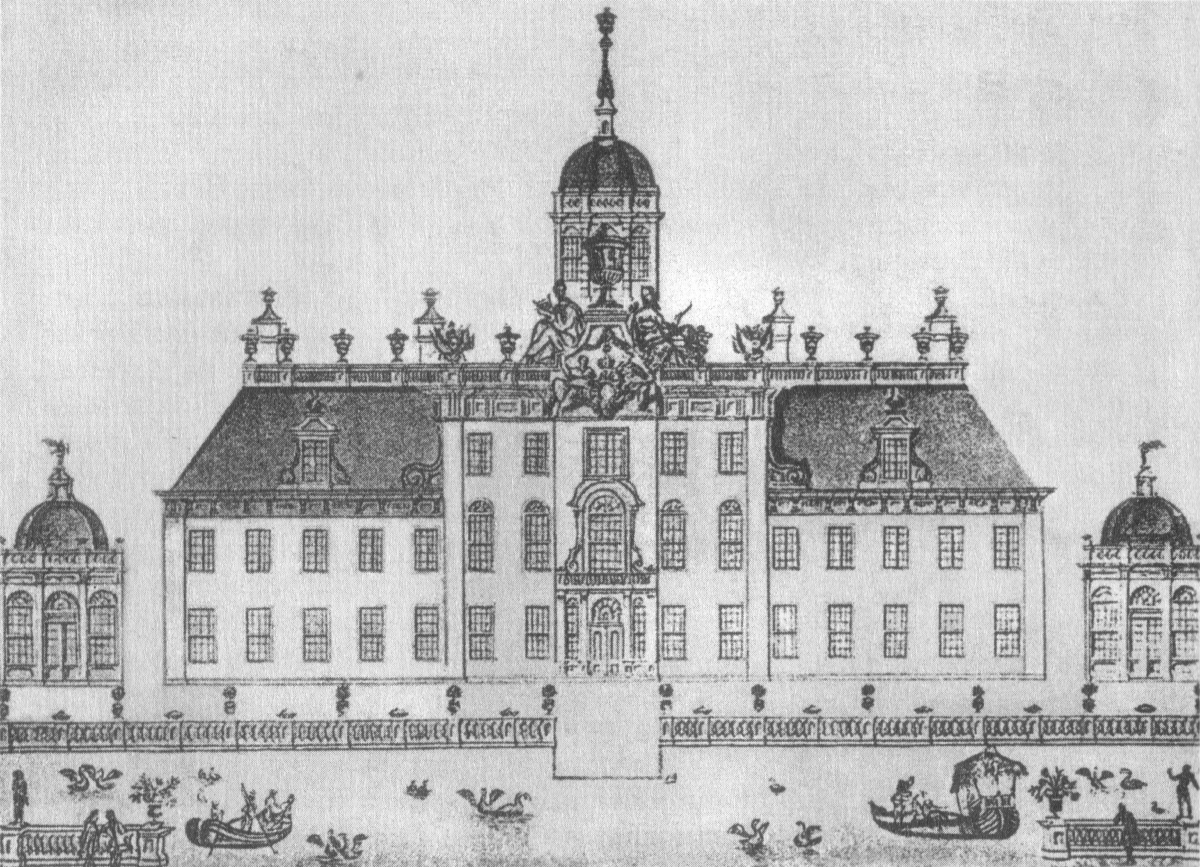
Подзорный дворец. Проект Стефана ван Звиттена. Завершено М. Г. Земцовым в 1728—1731 гг.
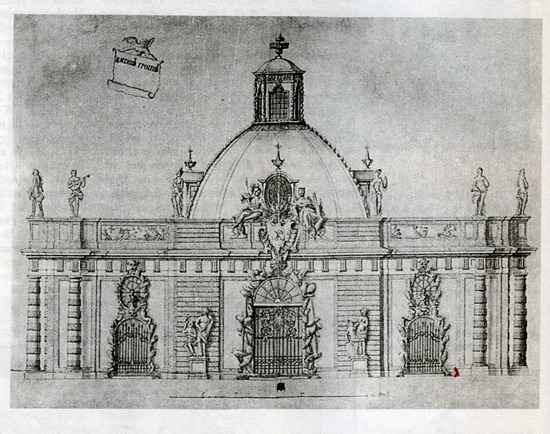
Павильон-Грот в Летнем саду. Чертёж М. Г. Земцова. 1727
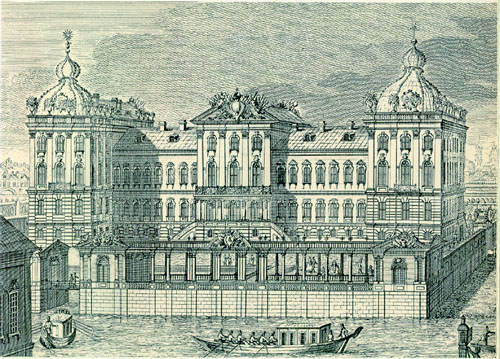
Аничков дворец. Деталь гравюры по рисунку М. Махаева. 1753
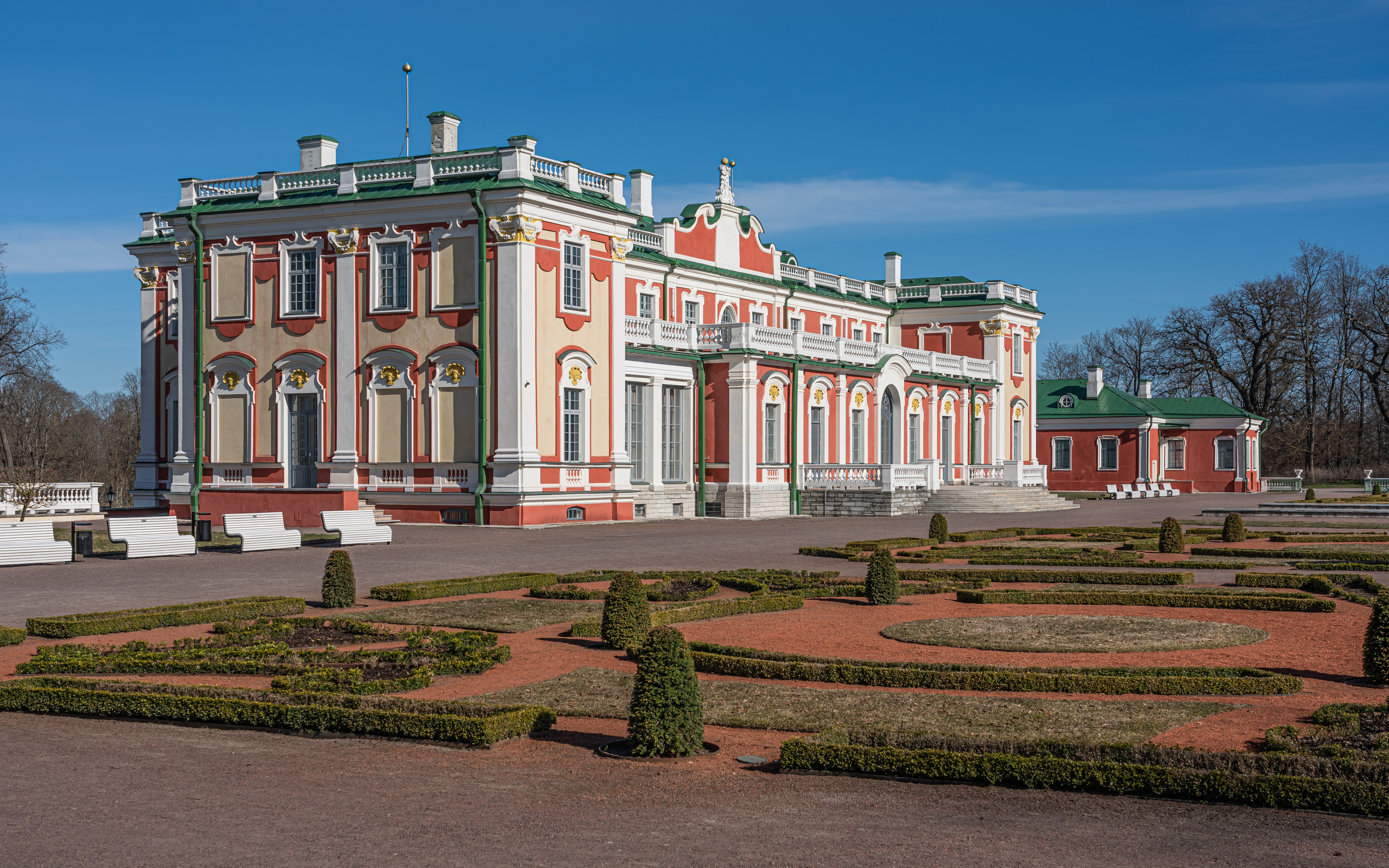
Дворец Кадриорг (Екатериненталь). Таллин. 1720—1722
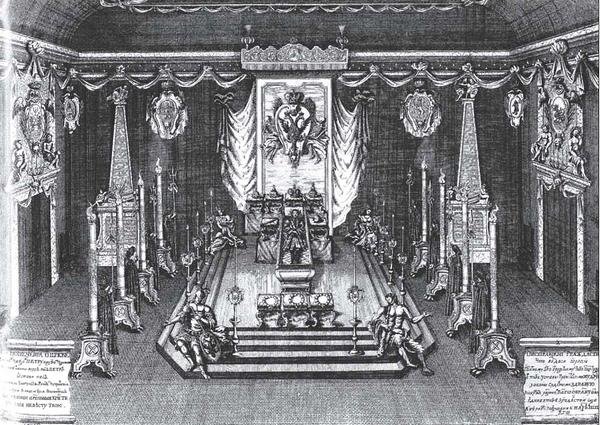
Катафалк Петра I. Гравюра А. И. Ростовцева по рисунку М. Г. Земцова
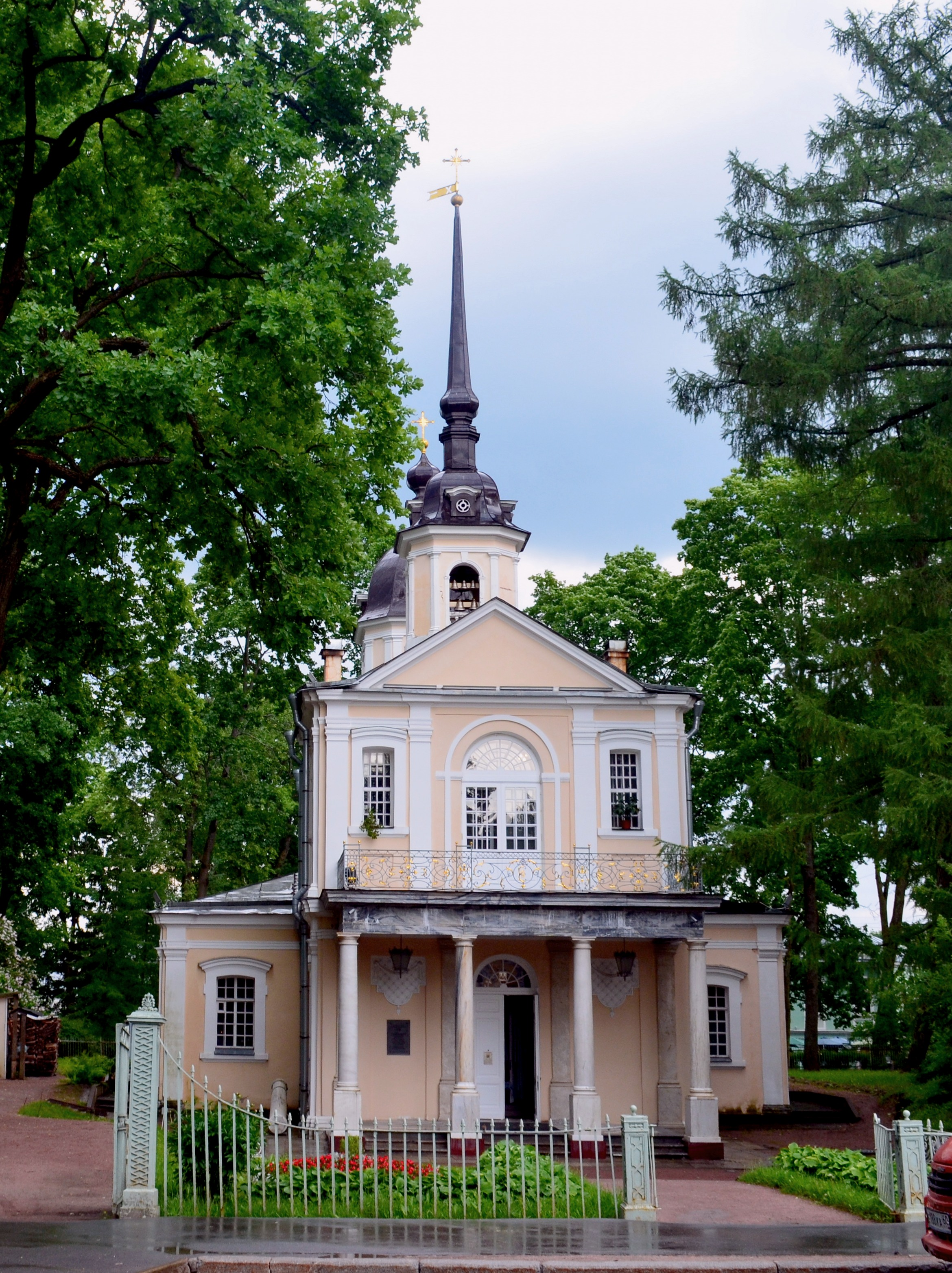
Знаменская церковь в Царском Селе. 1734—1747

## Проекты и постройки
- 1728—1734. Церковь Симеона и Анны в Санкт-Петербурге, освящена 27 января 1734 года. Для строительства шпиля был приглашён Х. ван Болос[10] (сохранилась, частично перестроена).
- 1733—1737. Церковь Рождества Пресвятой Богородицы на Невском проспекте в Санкт-Петербурге. Церковь не сохранилась, авторство Земцова под вопросом[11].
- 1734—1739. Руководство постройкой церкви для госпиталей на Выборгской стороне (проект Д. Трезини, принял к выполнению в связи со смертью автора) в Санкт-Петербурге. Здание доведено до архитрава, постройка остановлена из-за исчерпания сметы. До конца XVIII века церковь стояла недостроенной; в 1771 году было решено отказаться от прежнего замысла; недостроенное церковное помещение позже приспособлено под аудитории Военно-Медицинской академии.
- Подзорный дворец Петра I (завершение строительства и отделка; автор проекта Стефен ван Звитен; утрачен)
- Проект павильона Эрмитаж в парке Царского Села
- Кавалерский и мастеровой дворы в Петергофе (1732)
- Каскад «Золотая гора» (Нижний парк Петергофа), совместно с Н. Микетти
- Перестройка руинного каскада (Нижний парк Петергофа)
- Проект Аничкова дворца
- Проект «Ботного домика» Петра Великого в Петропавловской крепости (1732; авторство Земцова не подтверждено документально);
- 1743—1754. Спасо-Преображенский собор в Санкт-Петербурге. Храм строили с 1743 по 1754 год. Михаил Земцов не дожил до окончания строительства, после его смерти работой руководил архитектор Пьетро Антонио Трезини, который несколько изменил проект. Храм не сохранился — был полностью перестроен после пожара 1825 года архитектором В. П. Стасовым[12].
- Оформление Сенатского зала здания Двенадцати коллегий в Санкт-Петербурге (1735—1736)